# Sotnîțke, Hrebinka
Sotnîțke (în ucraineană Сотницьке) este un sat în comuna Uleanovka din raionul Hrebinka, regiunea Poltava, Ucraina.

## Demografie
Componența lingvistică a localității Sotnîțke
     Ucraineană (97,16%)
     Rusă (2,84%)
Conform recensământului din 2001, majoritatea populației localității Sotnîțke era vorbitoare de ucraineană (97,16%), existând în minoritate și vorbitori de rusă (2,84%).